# Château Gruaud-Larose
Koordinaten: 45° 8′ 40,4″ N, 0° 45′ 3″ W

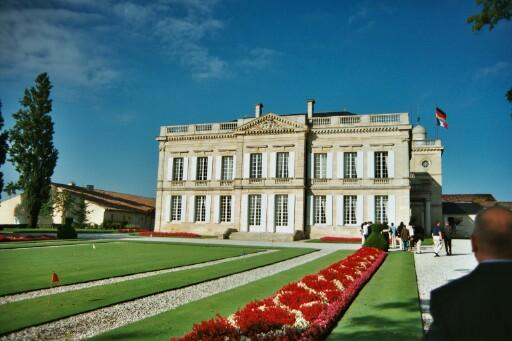
Château Gruaud-Larose in Saint-Julien

Das Château Gruaud-Larose ist ein Weingut im Raum Bordeaux in Frankreich. Es befindet sich westlich von Saint-Julien und wird von einem gut gepflegten Garten mit englischem Rasen, Blumen und weißen Kieswegen umgeben.
In der Klassifikation von 1855 wurde das Weingut als Deuxieme Grand Cru Classé eingestuft, der zweithöchsten Stufe dieser Bordeaux-Klassifikation.
Das Gutshaus ist ein zweistöckiges mehrflügeliges Herrschaftshaus.

## Geschichte
1757 kaufte der Pfarrer Gruaud drei kleine benachbarte Parzellen auf dem Hochplateau von Saint-Julien-Beychevelle auf und vereinte sie zum Château Gruaud. Sein Neffe, Sébastien Larose, taufte es schließlich in Château Gruaud-Larose um.

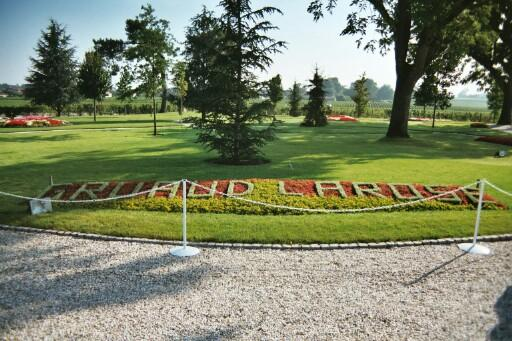
Der Garten mit Blumen-Schrift

Nach Gruauds Tod wurde das Gut in zwei Einheiten aufgeteilt, Gruaud-Larose-Sarget und Gruaud-Larose-Faure. 1934 vereinte Désiré Cordier die beiden Güter wieder durch Ankauf. Das 82 Hektar große Gut war jahrzehntelang das Flaggschiff der Weinhandelsgruppe Cordier in Bordeaux. Es wurde jedoch infolge wirtschaftlicher Probleme dieser Gruppe 1997 an die Gruppe von Bernard Taillan verkauft. Das Weingut wird vom Önologen Georges Pauli betreut. Die Weinberge sind derzeit zu 55 % mit der Rebsorte Cabernet Sauvignon, 31 % Merlot, 10 % Cabernet Franc 2 % Petit Verdot und 2 % Malbec besetzt.

## Erzeugnisse und ihre Bewertung

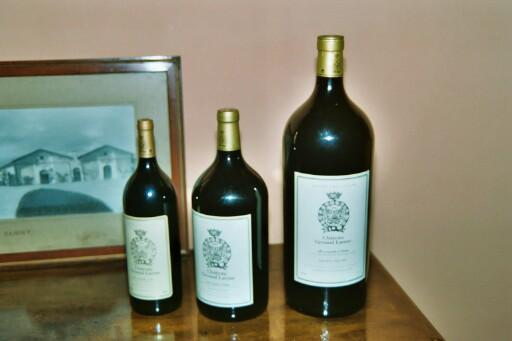
Magnum (1,5-l-Doppelflasche), Doppelmagnum (3 l), Jeroboam (6 l)

Etwa ein Drittel des gekelterten Weines wird unter dem Etikett des Zweitweins Sarget du Gruaud-Larose vermarktet.
Der beste jüngere auf Gruaud-Larose entstandene Wein stammt aus dem Jahrgang 2000, der von dem Weinkritiker Robert Parker mit 94 Parker-Punkten (PP) bewertet wurde. Nachdem die Weine der folgenden Jahre (2001–2008) tiefer eingestuft wurden, gibt Parker den Jahrgängen 2009 und 2010 (provisorisch) 92–94 Punkte. Vorherige gut bewertete Jahrgänge sind 1990 (93 PP), 1986 (94 PP), 1982 (96 PP), 1961 (96 PP).